# رجل الإطفاء (فلم 1916)
رجل الإطفاء (بالإنجليزية: The Fireman)، يعرف أيضا بأسم (تشارلي إطفائي)، وهو فيلم كوميدي أمريكي صامت من عام 1916 بطولة تشارلي تشابلن وإدنا بيرفيانس، تم إنتاجه في شركة موتوال فيلم.

## القصة
تدور أحداثه حول تشارلي، وهو رجل إطفاء يفعل كل شيء بشكل خاطئ دائمًا. وهناك رجل يتفق مع رئيس الإطفاء لتجاهل منزله المحترق (يريد أموال التأمين)، ويقوم بإشعال منزله غير مدرك أن ابنته موجودة في الطابق العلوي من المنزل. وعندما تشتعل النيران في المنزل المجاور، يوقظ صاحبه تشارلي الذي يوقظ رجال الإطفاء.

## طاقم التمثيل
- تشارلي تشابلن - الإطفائي
- إدنا بيرفيانس - فتاة
- لويد بيكون - والدها
- اريك كامبل - رئيس العمال
- ليو وايت - مالك المنزل المحترق
- ألبرت أوستن - رجل إطفاء
- جون راند - رجل إطفاء
- جيمس كيلي - رجل إطفاء
- فرانك كولمان - رجل إطفاء

## روابط خارجية
- الفيلم القصير The Fireman متوفر للتحميل من موقع أرشيف الإنترنت [المزيد]
- مقالات تستعمل روابط فنية بلا صلة مع ويكي بيانات